# Ovos moles de Aveiro
Os ovos moles de Aveiro são um doce típico da cidade de Aveiro em Portugal, compostos de uma hóstia recheada com um doce de ovos. É um produto com Indicação Geográfica Protegida.

## História
Trata-se de um doce regional, tradicional da pastelaria aveirense, cuja fórmula e método de produção original se deve às freiras dos vários conventos ali existentes até ao século XIX — dominicanas, franciscanas a carmelitas, nomeadamente o Mosteiro de Jesus. As religiosas utilizavam a clara de ovo para engomar os hábitos, enquanto que as gemas, para que não fossem desperdiçadas, se constituíram na base para a feitura do doce.
Extintos os conventos, o fabrico dos ovos moles manteve-se, graças a senhoras educadas pelas referidas freiras. Desde o início da linha de caminho de ferro Porto-Lisboa que é tradicional a sua venda durante a paragem dos comboios na estação de Aveiro, feita por mulheres usando trajes regionais.

## Aplicação de ovos moles
A "massa de doce de ovos" é comercializada em barricas de madeira pintadas exteriormente com barcos moliceiros e outros motivos da Ria de Aveiro e ainda em tacinhas de cerâmica. A mais conhecida forma de aplicação de ovos-moles é em folhas de hóstia (massa especial de farinha de trigo), moldada nas mais diversas formas de elementos marinhos, como amêijoas, peixes, bateiras, conchas e búzios, que podem ser passados por uma calda de açúcar para os tornar opacos e dar mais consistência.

## Confecção
A massa do doce de ovos usada, embora consistente, é muito cremosa e obtida exclusivamente através de açúcar em ponto e gemas de ovos muito frescos, na sua confeção, não deve ser mexida em círculo (para não ficar estriada), mas aproximando e afastando a colher do operador.
Às gemas de ovos, depois de cuidadosamente desclaradas e misturadas, junta-se cerca de metade do peso de açúcar em ponto, de «estrada» a «bola rija», já frio. Mexendo sempre para o mesmo lado com a colher de pau, evitando os círculos, leva-se ao lume até se ver o fundo da caçarola de cobre.

## Ovos moles de chocolate
Os ovos-moles de chocolate deixaram de ser produzidos na altura da Segunda Guerra Mundial, devido aos altos preços do chocolate. Os ovos-moles de chocolate são cobertos com chocolate, feito com 63% de cacau.
Regressaram em dezembro de 2015 ao mercado. A Associação de Produtores de Ovos-Moles de Aveiro decidiu, na última alteração feita ao Caderno de Especificações da marca daquele doce típico, retomar a produção e a venda daqueles a que chamam, precisamente, "ovos-moles pretos".

## Certificação
Foi o primeiro produto nacional de doçaria a obter a distinção por parte da União Europeia. Hoje em dia, a sua certificação permite inscrever a menção oficial: "Ovos Moles de Aveiro — Indicação Geográfica Protegida Protegida".